# ドイツ博物館

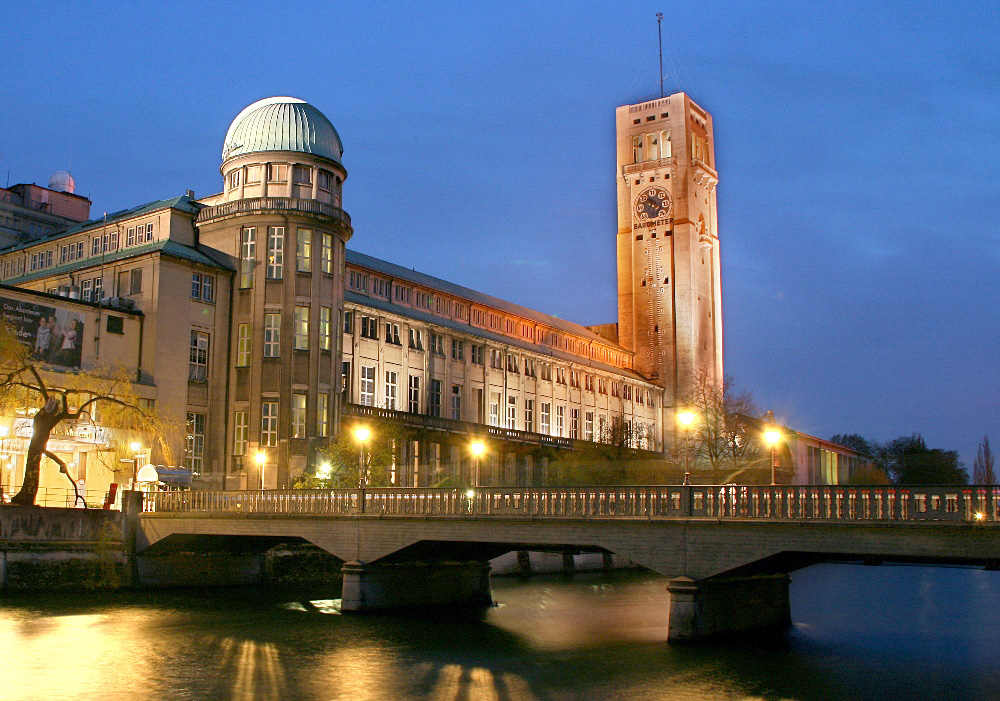
ドイツ博物館本館

ドイツ博物館（ドイツはくぶつかん、ドイツ語: Deutsches Museum）はドイツのミュンヘンにある技術・科学の国立博物館である。ドイツ国内のみならず、世界でもこの方面の博物館として頂点に立つものとされる。ミュンヘン旧市街の東側、イーザル門を出てすぐのイーザル川の中州に立つ。川の西対岸には欧州特許庁やドイツ特許商標庁がある。オスカー・フォン・ミラーが1903年に提唱、1925年から一般に開館した。農業、鉱業、航空工学から、鉄道、機械、宇宙、エレクトロニクスに至るまで、ドイツの科学技術を若い世代に引き継ぎ、学ばせるための博物館で、敷地面積5万m2。展示品目は約1万7千点以上。IMAXホールを備える。
展示は体験型博物館展示の典型的なもので、子供たちがそのすべてを充分に体験しようとすれば、少なくとも数日を要すると言われる。
館内には文書館があり、ドイツの近世から現代における自然学および工学研究の文献を備える。
博物館と併設してミュンヘン工科大学の講義室、研究室、図書館も存在する。また、分館として、旧市街の西側にあるテレジエンヘーエ区に交通館、ミュンヘン北西近郊の町オーバーシュライスハイムにシュライスハイム航空館、ボンにボン・ドイツ博物館を有する。
1910年9月12日、当時は「新祝祭音楽堂」(Neue Musik-Festhalle)と呼ばれていた現在の交通館第1展示場にて、グスタフ・マーラーは交響曲第8番『千人の交響曲』の世界初演を自らの指揮で行っている。